# 246 Dywizja Piechoty (III Rzesza)
246 Dywizja Piechoty (niem. 246. Infanterie-Division) – niemiecka dywizja z czasów II wojny światowej, sformowana przez dowództwo Landwehry w Darmstadt na mocy rozkazu z 26 sierpnia 1939 roku, w 3. fali mobilizacyjnej w XII Okręgu Wojskowym. W 1940 r. brała udział w kampanii francuskiej, następnie w latach 1941-44 walczyła w ramach Grupy Armii Środek na froncie wschodnim. W czerwcu 1944 r. dywizja została całkowicie rozbita w Witebsku i rozwiązana 3 sierpnia. Odtworzono ją 15 września 1944 r. jako 246 Dywizję Grenadierów Ludowych.

## Struktura organizacyjna
- Struktura organizacyjna w sierpniu 1939 roku:

313., 352. i 404. pułk piechoty, 246. pułk artylerii, 246. batalion pionierów, 246. oddział rozpoznawczy, 246. oddział przeciwpancerny, 246. oddział łączności;
- Struktura organizacyjna w grudniu 1941 roku:

352., 404. i 689. pułk piechoty, 246. pułk artylerii, 246. batalion pionierów, 246. oddział rozpoznawczy, 246. oddział łączności;
- Struktura organizacyjna w lipcu 1943 roku:

404. i 689. pułk grenadierów, 246. pułk artylerii, 246. batalion pionierów, 246. batalion fizylierów, 246. oddział przeciwpancerny, 246. oddział łączności, 246. polowy batalion zapasowy;
- Struktura organizacyjna w lutym 1944 roku:

404., 352. i 689. pułk grenadierów, 246. pułk artylerii, 246. batalion pionierów, 246. batalion fizylierów, 246. oddział przeciwpancerny, 246. oddział łączności.

## Dowódcy dywizji
- Generalleutnant Erich Denecke 26 VIII 1939 – 13 XII 1941;
- Generalleutnant Maximilian Siry 13 XII 1941 – 16 V 1943;
- Generalmajor Konrad von Alberti 16 V 1943 – 12 VIII 1943;
- Generalmajor Heinz Fiebig 12 VIII 1943 – 5 X 1943;
- Generalleutnant Wilhelm Falley 5 X 1943 – 20 IV 1944;
- Generalmajor Claus Müller-Bülow 20 IV 1944 – 27 VI 1944;